# Breuil-sur-Vesle
Breuil-sur-Vesle ist eine französische Gemeinde mit 326 Einwohnern (Stand: 1. Januar 2022) im Département Marne in der Region Grand Est (vor 2016 Champagne-Ardenne). Die Gemeinde gehört zum Arrondissement Reims und zum Kanton Fismes-Montagne de Reims.
Die ursprünglich mit dem Namen Breuil bezeichnete Gemeinde änderte ihre Bezeichnung mit Erlass N° 2018-956 vom 5. November 2018 auf den aktuellen Namen Breuil-sur-Vesle.

## Geographie
Breuil-sur-Vesle liegt etwa 25 Kilometer westnordwestlich vom Stadtzentrum von Reims am Fluss Vesle, der die Gemeinde im Norden begrenzt. Umgeben wird Breuil-sur-Vesle von den Nachbargemeinden Romain im Norden, Montigny-sur-Vesle im Norden und Osten, Vandeuil im Südosten, Hourges und Unchair im Süden, Magneux im Westen sowie Courlandon im Nordwesten.
Durch die Gemeinde führt die Route nationale 31.

## Bevölkerungsentwicklung
| Jahr                       | 1962 | 1968 | 1975 | 1982 | 1990 | 1999 | 2006 | 2018 |
| Einwohner                  | 220  | 245  | 164  | 152  | 182  | 230  | 284  | 338  |
| Quellen: Cassini und INSEE |      |      |      |      |      |      |      |      |

## Sehenswürdigkeiten

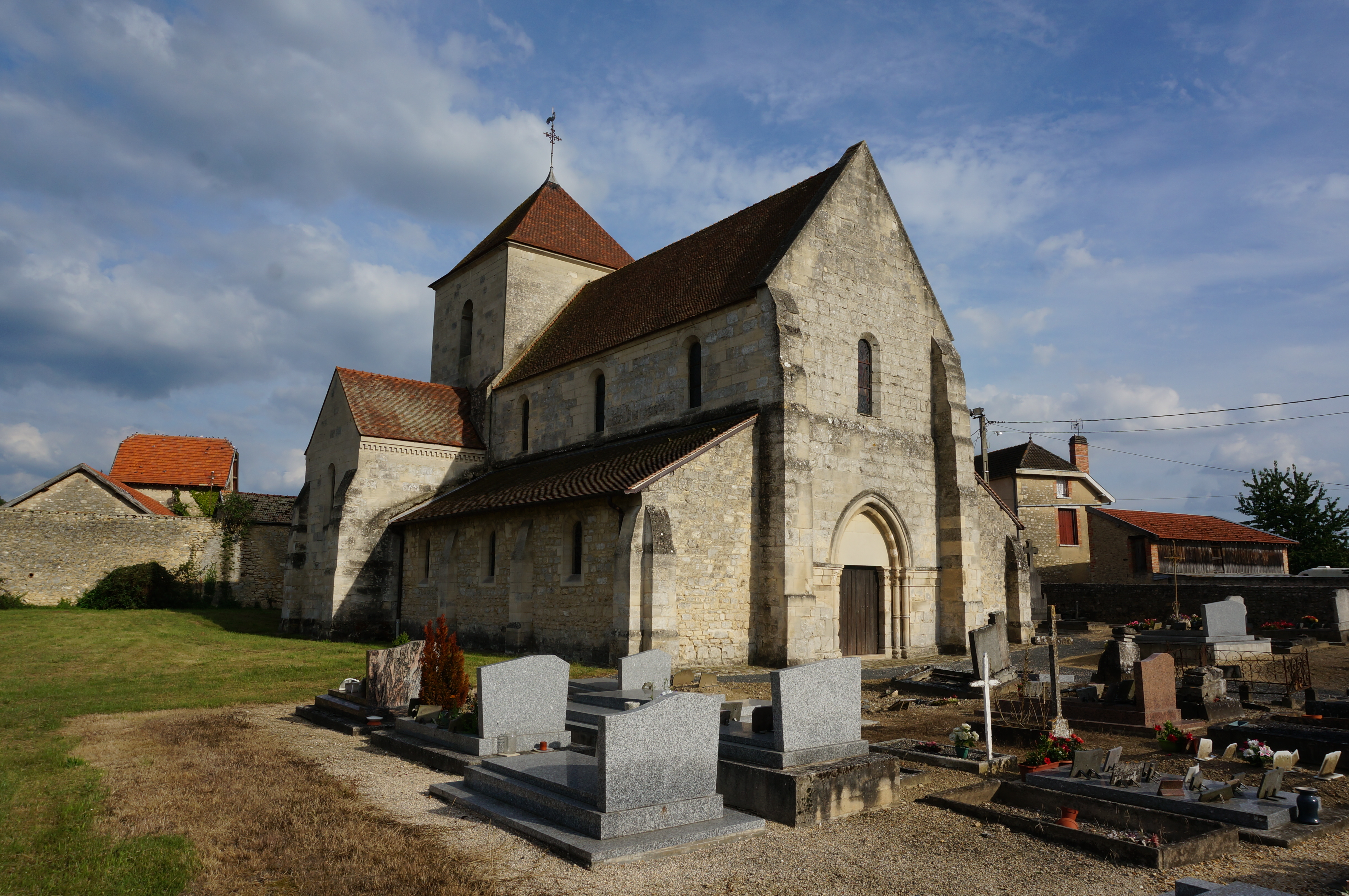
Kirche Notre-Dame

- Kirche Notre-Dame aus dem 12. Jahrhundert, Monument historique seit 1923
- Reste des Schlosses von Ville-aux-Bois